# سوسيات الشكل
سوسيات الشكل (الاسم العلمي: Cucujiformia) هي تحت رتبة من الحشرات تتبع رتيبة الخنافس النهمة من رتبة غمديات الأجنحة.

## التصنيف
- السوسينات
  - السوسية الحقيقية
    - الإنطيموساوات
      - الفلبوساوية
- النضارينات
  - خنافس طويلة القرون
    - القرنبياوات
      - القرنبي

  - خنافس الأوراق
    - النضارية
    - خنفساء البطاطس